# Francisco Sayós
Francisco Dionisio Sayós (Buenos Aires, Virreinato de la Plata, octubre de 1785 - Arroyo Grande, provincia de Entre Ríos, 6 de diciembre de 1842) fue un militar argentino, que participó en las guerras de independencia y en las guerras civiles de su país.

## Biografía
En su juventud fue artesano, y se enroló en los regimientos para luchar contra las Invasiones Inglesas, a principios de 1807.
Después de la Revolución de Mayo participó en los dos sitios de Montevideo, desde 1811 hasta 1814, y participó en la batalla de Cerrito. Después de la toma de la plaza pasó al Ejército del Norte y marchó a la tercera expedición auxiliadora al Alto Perú, combatiendo en la batalla de Sipe Sipe.
Destinado a la guarnición de Santiago del Estero, fue enviado a reprimir la revolución del coronel Juan Pablo López contra el gobernador José Javier Díaz, de la provincia de Córdoba. Al frente de unos 500 hombres, tras unirse a las fuerzas del coronel Francisco Bedoya, Sayós atacó la ciudad y derrotó a Bulnes en el combate del Bajo de Santa Ana, el 8 de noviembre de 1816, tomando prisionero al jefe federal.
Al producirse una nueva sublevación de Bulnes, fue enviado prisionero hacia Buenos Aires, junto con el gobernador Ambrosio Funes y el doctor Manuel Antonio Castro. En el camino, Sayós logró dominar a la guardia y regresó a Córdoba al frente de la misma. Bulnes huyó a Santa Fe.
Formó parte de la división del Ejército del Norte que peleó en la guerra contra el caudillo federal Estanislao López, de Santa Fe. Luchó en las batallas de Fraile Muerto y La Herradura a órdenes del coronel Juan Bautista Bustos.
Permaneció en Córdoba como jefe de la guarnición de la capital, como garantía contra las montoneras federales. Cuando la guerra contra Santa Fe recrudeció y se propagó también la guerrilla federal por la provincia, partió al interior de la misma a combatirla. Obtuvo una importante victoria sobre el caudillejo local Felipe Álvarez, pero no logró destruir su fuerza militar.
Pocos días antes de producirse el motín de Arequito, se puso al frente de una fracción del partido directorial que ya estaba segura de la caída del Directorio. Este grupo fue superado por el partido federal de Díaz, que fue elegido gobernador en febrero de 1820.
Por orden del nuevo gobernador, Bustos, llevó los oficiales prisioneros del motín de Arequito de regreso a Buenos Aires. Tuvo poca participación en los conflictos de la Anarquía del Año XX.
En 1821 fue ascendido a teniente coronel, y participó en la campaña contra la invasión de Francisco Ramírez a Santa Fe y Córdoba, a órdenes de Lamadrid, siendo estas fuerzas derrotadas en dos oportunidades.
Durante un tiempo comandó el fuerte de Salto (Buenos Aires), en el norte de la provincia de Buenos Aires, y enfrentó algunos malones.
Participó en la campaña al desierto de 1823, a órdenes del gobernador Martín Rodríguez, y luego quedó como comandante militar de Pergamino.
Pidió el retiro militar, que le fue denegado, y tras un nuevo pedido fue enjuiciado por una falta grave de disciplina; defendido por el general Ignacio Álvarez Thomas, fue sobreseído. Dirigió una campaña contra los indígenas ranqueles y obtuvo una victoria en Timote.
Se incorporó a la guarnición de la Fortaleza Protectora Argentina – actual Bahía Blanca – desde la cual lanzó una campaña contra los indígenas de la costa del río Colorado.
En 1826, como escolta del almirante Guillermo Brown, se hizo cargo de unos buques menores, con los que regresó a Buenos Aires, esquivando el bloqueo que le imponían los brasileños al puerto de esa ciudad.
Apoyó la revolución del general unitario Juan Lavalle contra el gobernador Manuel Dorrego, y fue nombrado jefe de policía y ascendido al grado de coronel. Tras las primeras derrotas de las fuerzas unitarias, renunció en mayo de 1829, molesto con las derrotas de los unitarios.
Pasó los años siguientes sin destino fijo, apoyó al gobierno de Balcarce y fue dado de baja en 1835 por orden del gobernador Juan Manuel de Rosas. En 1838 fue atacado por la Mazorca y seriamente herido; sus atacantes pensaron que había muerto. Pudo curarse y emigró a Montevideo.
Se enroló en el ejército del general Fructuoso Rivera y apoyó desde Montevideo la campaña de éste contra el general Pascual Echagüe. En 1841 participó de la invasión de Rivera a la provincia de Entre Ríos, y en diciembre de 1842 combatió en la batalla de Arroyo Grande, terrible derrota para los unitarios argentinos y colorados uruguayos. Murió en combate en esa batalla.
Fue el padre de otro Francisco Sayós, teniente coronel que participó en la batalla de Pavón y en la Guerra del Paraguay.